# SN 2006ih
SN 2006ih – supernowa typu II odkryta 12 września 2006 roku w galaktyce A000944-0617. W momencie odkrycia miała maksymalną jasność 19,30m.